# Struškovke
Struškovke (lat. Hydrophyllaceae; ili Hydrophylloideae), porodica jednogodišnjeg bilja i trajnica, dio reda Boraginales. Ponekad se smatra potporodicom boražinovki Hydrophylloideae ili porodica iz reda Boraginales. Ime je dobila po rodu vodeni list ili hidrofilum (Hydrophyllum)
U porodicu je bilo uključivano 12 rodova

## Rodovi
1. Familia Hydrophyllaceae R. Br. (239 spp.)
  1. Phacelia Juss. (200 spp.)
  2. Romanzoffia Cham. (5 spp.)
  3. Draperia Torr. (1 sp.)
  4. Eucrypta Nutt. (2 spp.)
  5. Emmenanthe Benth. (1 sp.)
  6. Ellisia L. (1 sp.)
  7. Pholistoma Lilja ex Lindl. (3 spp.)
  8. Hydrophyllum L. (9 spp.)
  9. Nemophila Nutt. ex Barton (13 spp.)
  10. Tricardia Torr. ex S. Watson (1 sp.)
  11. Hesperochiron S. Watson (2 spp.)
  12. Howellanthus (Constance) Walden & R. Patt. (1 sp.)

## Vanjske poveznice
- Family Hydrophyllaceae - Biocyclopedia
- Hydrophyllaceae: Plants of the Waterleaf Family